# Gadingsari (Sanden)
Gadingsari is een bestuurslaag in het regentschap Bantul van de provincie Jogjakarta, Indonesië. Gadingsari telt 9302 inwoners (volkstelling 2010).